# Funeral
Funeral är ett norskt funeral doom-band, bildat 1991. Gruppen anses vara en av pionjärerna inom musikstilen funeral doom.

## Medlemmar
Nuvarande medlemmar
- Anders Eek – trummor (1991–2003, 2004– ), gitarr, sång (1991–1993), bakgrundssång (2012– )
- Erlend E. Nybø – gitarr (2007– )
- Rune Gandrud – basgitarr (2010– )
- Sindre Nedland – sång (2010– )
- André Aaslie – keyboard (2016– )
- Magnus Olav Tveiten – gitarr (2017– )

Tidigare medlemmar
- Thomas Angell – gitarr (1991–1997)
- Einar André Fredriksen – basgitarr, sång (1991–2003; död 2003)
- Christian Loos – gitarr (1994–2003, 2004–2006; död 2006)
- Toril Snyen – sång (1994–1995)
- Øystein Rustad – sång (1996)
- Sarah Eick – sång (1996–1997)
- Hanne Hukkelberg – sång (1999–2003)
- Idar Burheim – gitarr (2000–2003)
- Kjetil Ottersen – synthesizer, keyboard, programmering (2001–2003), gitarr, basgitarr (2003–2007)
- Frode Forsmo – basgitarr, sång (2004–2010)
- Mats Lerberg – gitarr, bakgrundssång (2006–2017)

Sessionsmusiker
- Jon Borgerud – keyboard

Livemusiker
- Jon Robert Solbakken – gitarr

## Diskografi

### Demos
- Tristesse – Demo 1993, sedan mini-CD 1994

1. Thoughts of Tranquillity – 09:25
2. A Poem for the Dead – 18:20
3. Yearning for Heaven – 10:20

- Beyond All Sunsets – 13 september 1994

1. Heartache – 12:36
2. Moment in Black – 10:19
3. When Nightfall Clasps – 14:14
4. Forlorn – 12:09
5. Dying (Together as One) – 16:56

- To Mourn is a Virtue – 1997

1. Wrapped All in Woe – 05:48
2. The Swansong of My Heart – 07:40
3. Snowcrowned – 05:29
4. To Mourn is a Virtue – 07:10
5. Your Pain is Mine – 07:13

- The Passion Play – 1999

1. Yield to Me – 07:02
2. When Ruin Beckons – 06:32
3. Truly a Suffering – 04:30
4. The Repentant – 06:40
5. The Stings I Carry – 05:38
6. When Light Will Dawn – 07:37

- Demo 2008 – 2008

1. Doomraker – 07:22
2. Hunger – 09:11
3. The King – 06:29
4. Mystique – 10:17

### Studioalbum
- Tragedies (1995)
- In Fields of Pestilent Grief (2001)
- From These Wounds (2006)
- As the Light Does the Shadow (2008)
- To Mourn Is a Virtue (2011)
- Oratorium (2012)

### Samlingsalbum
- Tragedies / Tristesse (2006)